# Acalypha membranacea
Acalypha membranacea é uma espécie de flor do gênero Acalypha, pertencente à família Euphorbiaceae.